# Saalebrücke Schkortleben
Die Saalebrücke Schkortleben ist ein Bauwerk der Bundesautobahn 38 bei Schkortleben in Sachsen-Anhalt. Sie überspannt bei Stromkilometer 135,5 die Saale und Vorlandbereiche. Die Brücke liegt zwischen den Anschlussstellen Leuna und dem Kreuz Rippachtal.
Die Saalebrücke entstand als erstes großes Brückenbauwerk im Rahmen des Streckenabschnittes der Westumfahrung von Halle, um das  Chemiedreieck Leuna-Buna-Bitterfeld schnellstmöglich an das Fernstraßennetz anzuschließen. Sie kostete 53 Mio. Mark und wurde im August 1997 einseitig und im Sommer 1998 vollständig dem Verkehr übergeben. Die Balkenbrücke ist im Grundriss mit einem Radius von 2000 m gekrümmt und weist für jede Richtungsfahrbahn einen Überbau auf, der jeweils für zwei Fahrstreifen und einen Standstreifen ausgelegt ist.

## Konstruktion

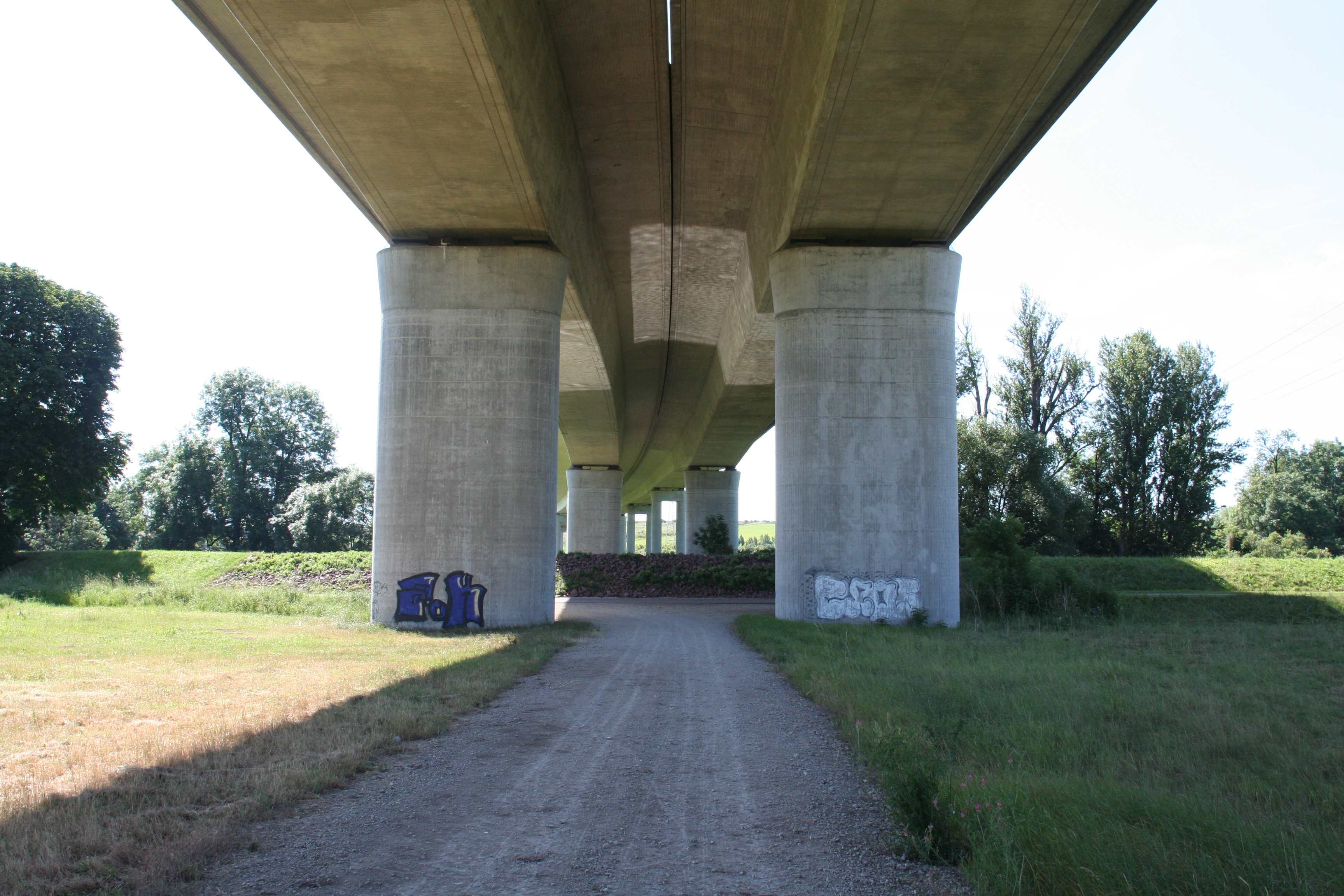
Brückenuntersicht

Das Bauwerkssystem der Brücke besteht in Längsrichtung aus einem Durchlaufträger mit zwölf Öffnungen und Stützweiten von 52 m, 68 m, 84 m, 112 m, 84 m, 6 × 68 m sowie 52 m. In Querrichtung weisen die beiden Überbauten einen Hohlkastenquerschnitt auf und besitzt in den Regelöffnungen eine konstante Konstruktionshöhe von 3,0 m. Nur über den beiden Strompfeilern an der Saale wächst die Konstruktionshöhe aus statischen Gründen voutenförmig auf eine maximale Höhe von 5,25 m. Die Stahlbetonbrücke ist in Längs- und Querrichtung vorgespannt.
Der Brückenunterbau besteht im Vorland aus Stahlbetonrundstützen mit 2,0 m Durchmesser und einem massiven Querschnitt, die paarweise oben durch einen Querriegel miteinander verbunden sind. Die Flusspfeiler sind als 3,0 m dicke Scheiben ausgebildet. Die neun Pfeiler weisen eine Flachgründung auf, die beiden östlichen sind auf Bohrpfählen gegründet.  

## Bauausführung
Die Überbauten der Brücke wurden mit einer 136,5 m Vorschubrüstung hergestellt. Dabei wurde für bis zu 68 m lange Abschnitte im ersten Arbeitstakt die Bodenplatte mit den Stegen betoniert, anschließend folgte die Fahrbahnplatte. Zum Bau des  Hauptfeldes über der Saale und der beiden Nachbarfelder kamen zusätzliche Hilfsstützen zur Anwendung.